# Orco (mitología)

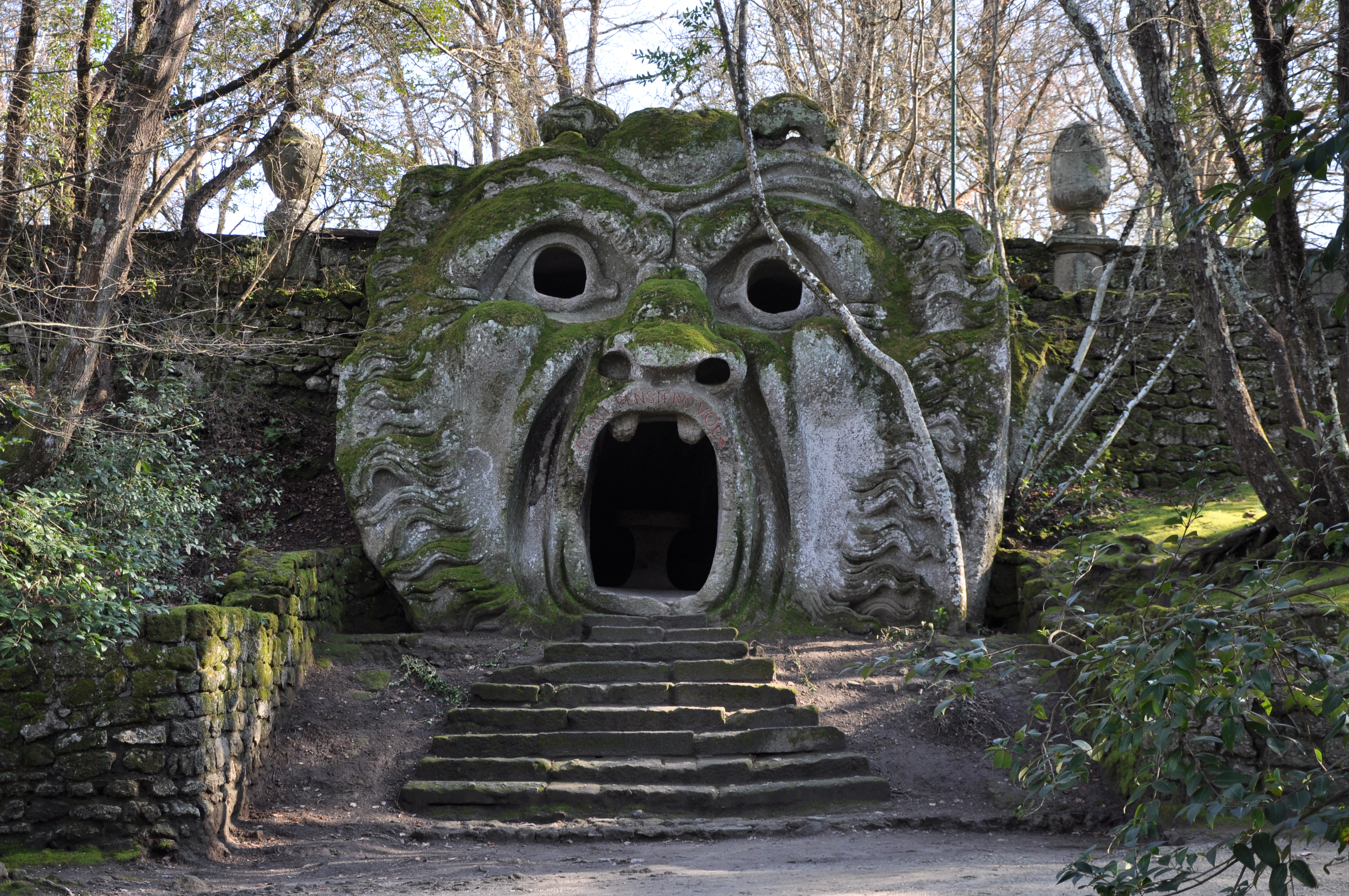
Monstruo en Monster Park (Bomarzo)

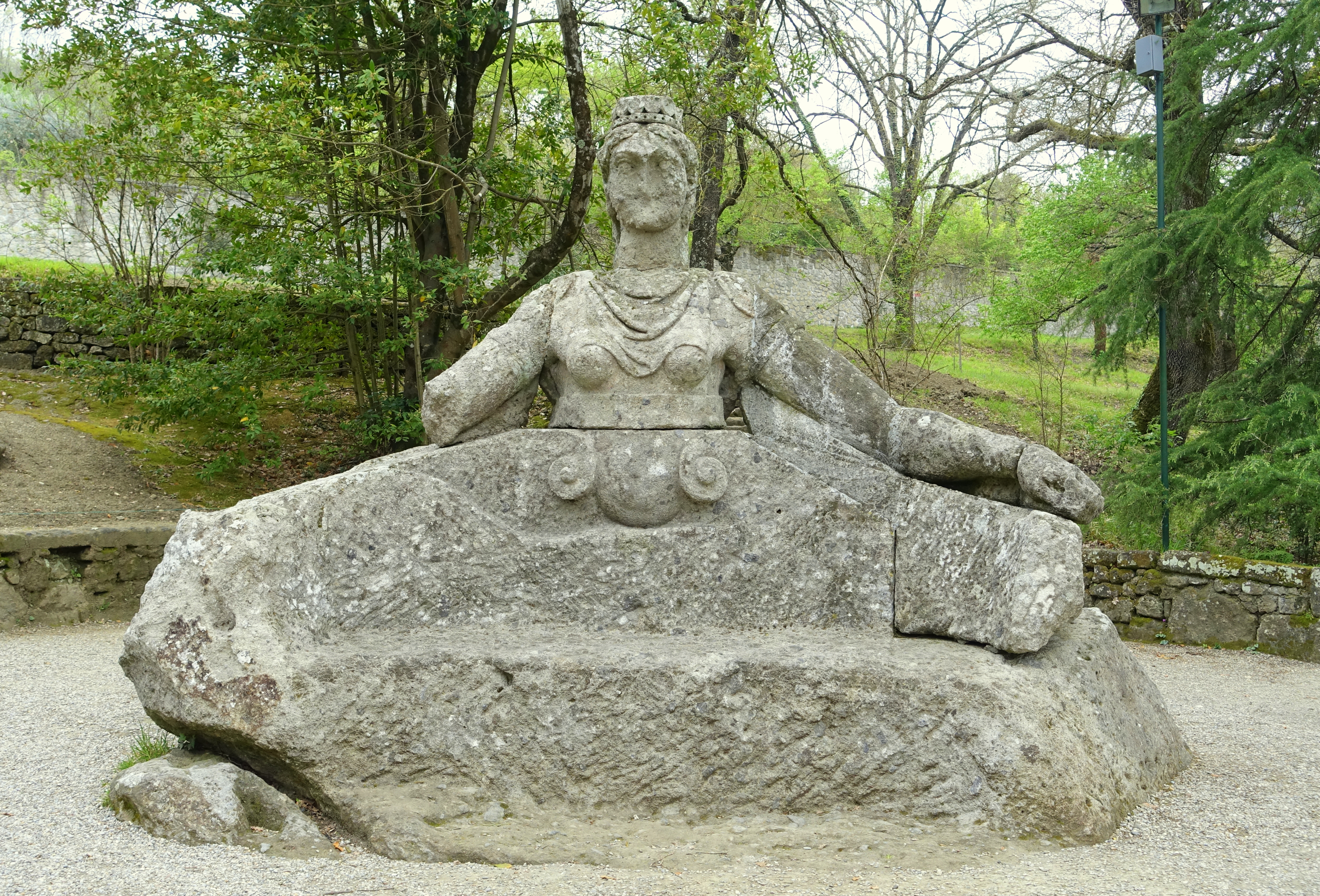
Proserpina - Parco dei Mostri - Bomarzo, Italia

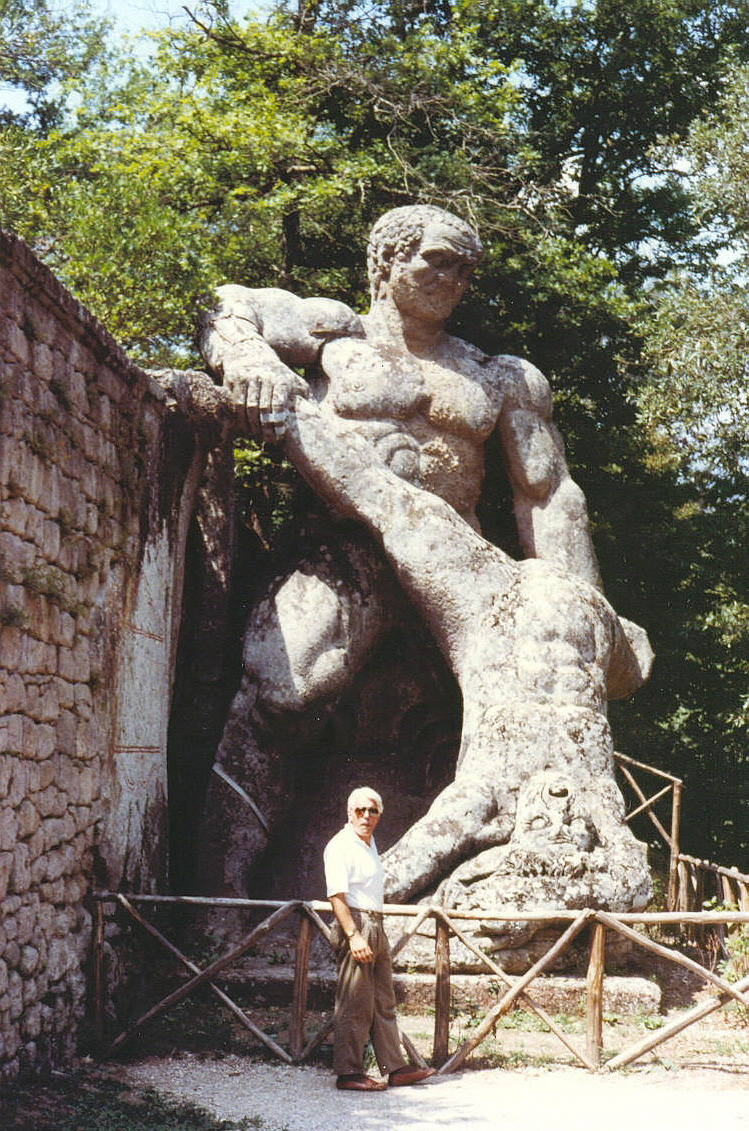
Bomarzo - El Parque de los Monstruos - panorama

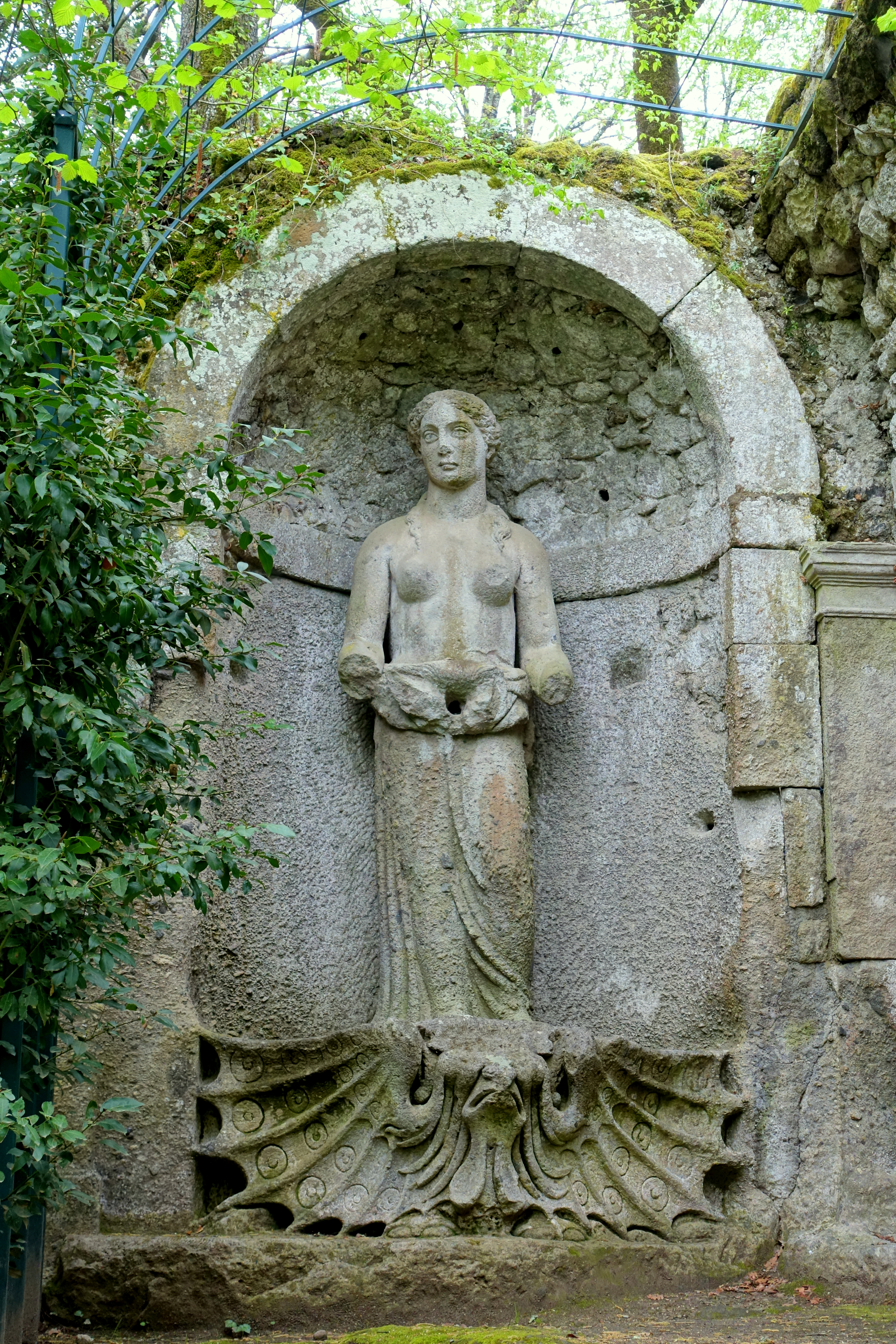
Venus - Parco dei Mostri - Bomarzo, Italia

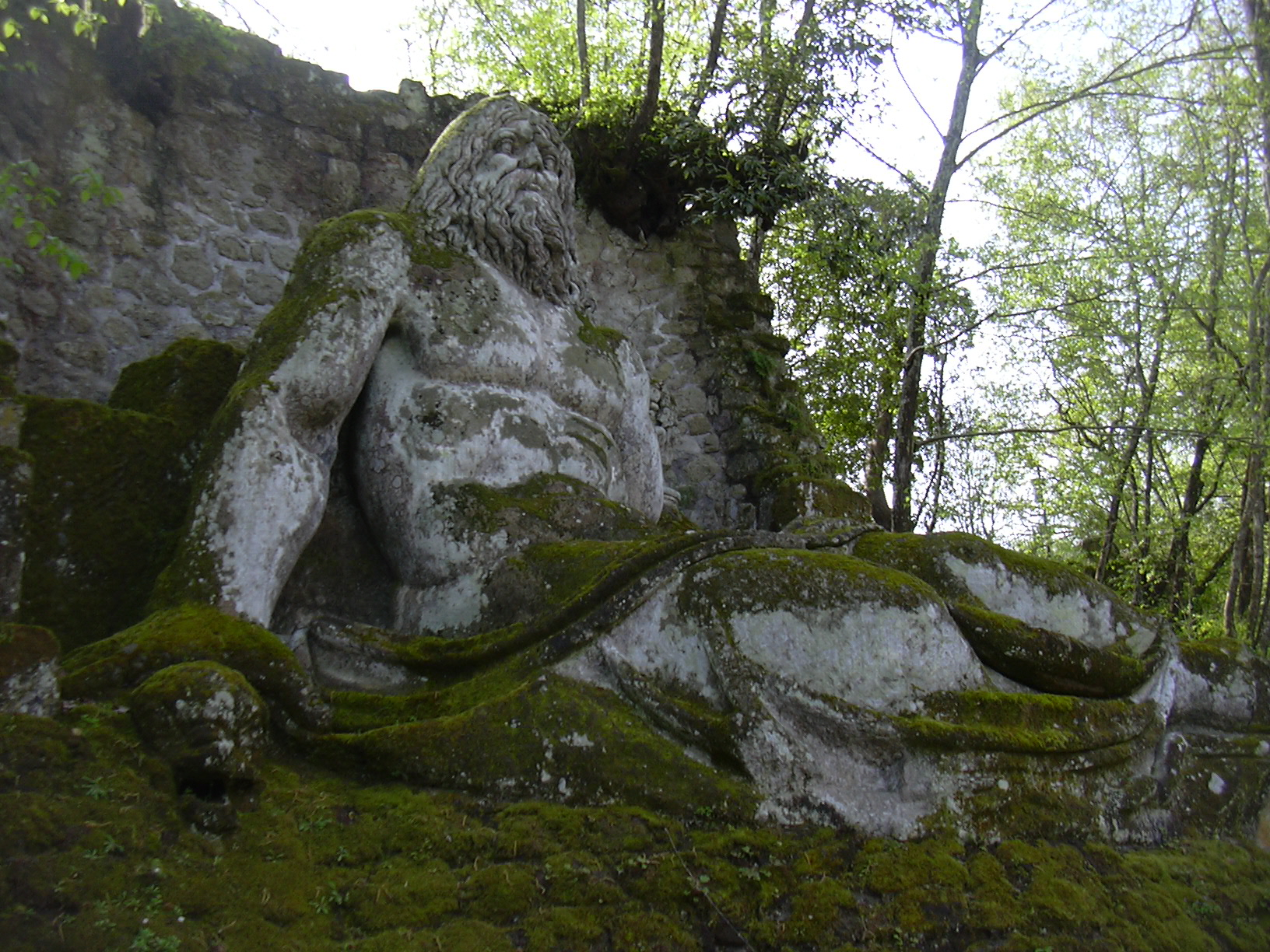
Parque Bomarzo Neptuno

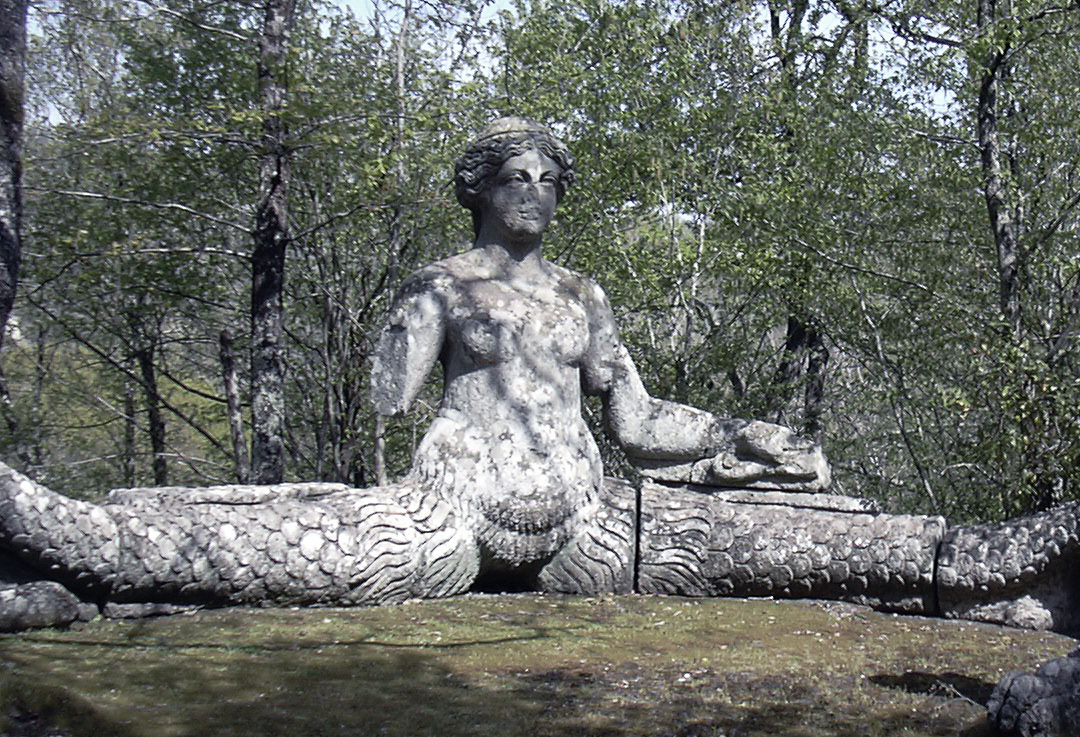
Equidna - parque de monstruos

Orco (Orcus en latín) era, en las creencias populares romanas, la encarnación de la muerte, mal diferenciada de los propios infiernos. En las tumbas etruscas se le representa como un gigante desgreñado y barbudo, y los textos literarios lo igualan a varios dioses helenizados, como Plutón, Dis Pater o Dite, rey de los muertos. Orco ha quedado vivo en la lengua familiar mientras que otras divinidades pertenecen a una mitología más erudita o literaria. Orco dio su nombre a un objeto transneptuniano, llamado (90482) Orcus. 
Varrón nos ofrece una falsa etimología. Opina que recibe la denominación de Dispater como el situado más abajo, el que se halla unido a la tierra, donde todas las cosas, de la misma manera que nacen, así desaparecen. Y, dado que es el fin de su nacimiento (ortus), recibió la de Orcus.
Existió un templo de Orco en el monte Palatino en Roma. Orco era el nombre que empleaban los romanos para designar a un dios galo del inframundo. La renombrada «tumba de Orco» en Tarquinia es fruto de la confusión de sus descubridores entre un gigante barbudo y Orco, siendo posteriormente identificado como un cíclope.
Hay quien dice que su imagen perdura en la voz castellana «ogro». De su asociación con la muerte y el inframundo, viene que se haya usado su nombre para designar demonios y otros monstruos del inframundo, particularmente en italiano orco se emplea para designar a un monstruo de los cuentos de hadas que come carne humana (como ogro en español y ogre en francés). Un buen ejemplo de orco aparece en Orlando Furioso de Ludovico Ariosto como un bestial monstruo de grandes colmillos inspirado en el cíclope Polifemo de la Odisea

## Textos mitográficos
Higino:
«Después de que Ops tuviera a Júpiter de Saturno, Juno le pidió que se lo confiara, puesto que Saturno había arrojado a Orco bajo el Tártaro y a Neptuno bajo las olas, sabedor de que si algún hijo nacía de él lo privaría del reino».
Virgilio:
«Mercurio se dispone a cumplir lo que le manda su excelso padre. Empieza por ajustarse los talares de oro a sus pies que le llevan como alas sobre el mar o la tierra a par del raudo viento y empuña el caduceo con que saca del Orco a las pálidas almas o las manda al Tártaro sombrío, con el que da y con el que quita el sueño y descorre los ojos de los muertos».
Jerónimo:
«La fábula de Proserpina, a quien se llevó Aidoneo, es decir, Orco, rey de los molosos. Su perro llamado Cerbero, de enorme tamaño, devoró a Pirítoo, que había venido a raptar a su esposa (la de Aidoneo) con Teseo».
Lucrecio:
«Se desconoce cuál es la naturaleza del alma, si nace o, por el contrario, se les trasmite a los nacientes, si perece a la vez que nosotros deshecha con la muerte, o va a ver las tinieblas de Orco y sus charcas desoladas, o si por milagro se trasmite a otras bestias, tal como cantó Ennio». «Todas estas cosas se hacen según una explicación natural, y el origen de por qué causas ocurre se deja ver, no vayas a creer acaso que en esos sitios está la puerta de Orco, o que luego pensemos que abajo los dioses Manes acaso llevan desde allí las almas hasta las orillas del Aqueronte».
.

## En la fantasía moderna
Orco inspiró al menos en parte a J. R. R. Tolkien para la creación de los antagonistas de El Señor de los Anillos. Desde entonces muchos otros juegos y obras de fantasía han tomado prestado este concepto de orco. en el juego de rol Dungeons & Dragons, Orcus es un príncipe demoníaco señor de los muertos vivientes; que se empleó más tarde en el juego NetHack.
En la serie Happy! Orcus es mencionado como un semidiós que intenta salir del inframundo pasando de cuerpo a cuerpo, en generación en generación de la familia Scaramucci.